# تپه طلایی (ب)، (ج) و (د)
تپه طلایی (ب)، (ج) و (د) مربوط به دوران پیش از تاریخ ایران باستان است و در شهرستان گنبد کاووس، روستای ولی آباد واقع شده و این اثر در تاریخ ۱۰ خرداد ۱۳۸۲ با شمارهٔ ثبت ۸۸۵۰ به‌عنوان یکی از آثار ملی ایران به ثبت رسیده است.